# Schönfeldhütte
Die Schönfeldhütte ist eine Schutzhütte der Kategorie II der Sektion München des Deutschen Alpenvereins (DAV).
Das Schutzhaus wurde 1949 erbaut und liegt in den Schlierseer Bergen im Mangfallgebirge (Bayerische Voralpen) zwischen dem Spitzingsee und der Aiplspitz auf 1410 m ü. NHN.

## Aufstieg
- Vom Spitzingsee aus grob entlang des Liftes der Taubensteinbahn; Gehzeit 1½ Stunden
- Vom Spitzingsattel aus entlang der Hänge des Jägerkamp; Gehzeit 1 Stunde
- Ab Bergstation Taubensteinbahn; Gehzeit Abstieg ½ Stunde

Die Aufstiege sind recht einfach und daher auch für Familien mit kleineren Kindern geeignet.

## Touren

### Gipfelbesteigungen
Von der Schönfeldhütte lassen sich in recht kurzer Zeit über meist einfache Wege folgende Gipfel besteigen:
- Jägerkamp
- Aiplspitz
- Rauhkopf
- Taubenstein